# Khèn bè

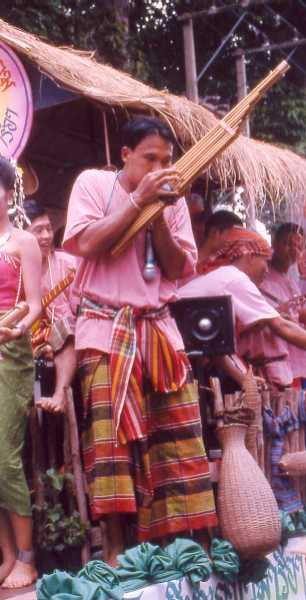
Một nam thanh niên chơi khèn bè ở Isan - Thái Lan

Khèn bè là cách gọi loại nhạc cụ với dàn ống giống như chiếc bè. Đây là nhạc cụ có xuất xứ từ các nước Đông Nam Á. Ở Lào, nó được gọi là ແຄນ (khene); Thái Lan là แคน; Campuchia gọi là គែន.
Tại Việt Nam, người Giẻ Triêng gọi là Đinh Duar, còn người Xơ Đăng gọi là Đinh Khén. Riêng người Tà Ôi, người Vân Kiều gọi ngắn gọn là Khèn.

## Cấu tạo

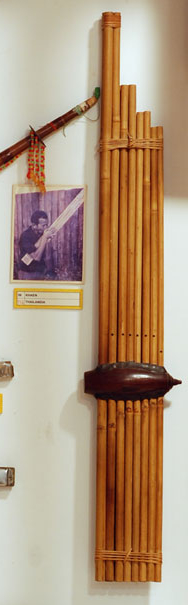
Khèn bè Thái Lan

Khèn bè thường có cấu tạo ống theo số chẵn. Tùy theo dân tộc mà nó có 6, 8, 10, 12 hoặc 14 ống nứa tép. Những ống này xếp thành 2 hàng xếp cạnh nhanh. Bầu khèn làm bằng gỗ nhẹ, dẻo, có thớ vặn nên khó nứt. Ở đầu bầu khèn có 1 lỗ gọi là lỗ thổi. Những ống nứa xuyên qua bầu và được trét sáp ong đen để làm kín các khe hở.
Thông thường người ta xếp 2 ống trong 1 hàng có chiều dài bằng nhau để tạo dáng cân đối. Có thể nói đây là cách quy định chiều dài mang tính hình thức, vì chiều dài thực của mỗi ống căn cứ vào 1 lỗ lớn nằm ở 2 ống úp vào nhau, đây là lỗ đánh dấu để biết chính xác độ dài của ống.
Khèn bè có âm sắc giòn, mảnh và rè. Mỗi ống phát ra 1 âm nhất định, bên trong ống có lưỡi gà bằng đồng hay bạc giát mỏng. Trên mỗi ống có lỗ bấm gần lưỡi gà, nhưng nằm phía ngoài bầu, còn lưỡi gà nằm bên trong bầu.
Khèn bè là nhạc cụ đa thanh, âm vực rộng khoảng 1,5 quãng tám. Theo truyền thống, nam giới sử dụng nhạc cụ này và thường dùng để đệm hát, ngoài ra còn sử dụng với một số các loại nhạc cụ khác tạo nên bản hoà tấu. Trong dàn hoà tấu nhạc cung đình Thái Lan, khèn bè đôi khi cũng được sử dụng.

## Tầm âm & chỉnh tone
Khèn bè có bảy âm trên mỗi quãng tám, với các quãng tương tự như âm giai A-thứ tự nhiên của phương Tây: A, B, C, D, E, F và G.

## Trong văn hóa
Tại SEA Games 24 năm 2007 tổ chức tại Nakhon Ratchasima, Thái Lan có tái hiện với hình ảnh chú mèo CAN cầm chiếc khèn bè, tượng trưng cho sự lạc quan.